# Acordai, pastorinhas
"Acordai, pastorinhas" é uma canção de Natal tradicional portuguesa originária do distrito de Coimbra.

## História

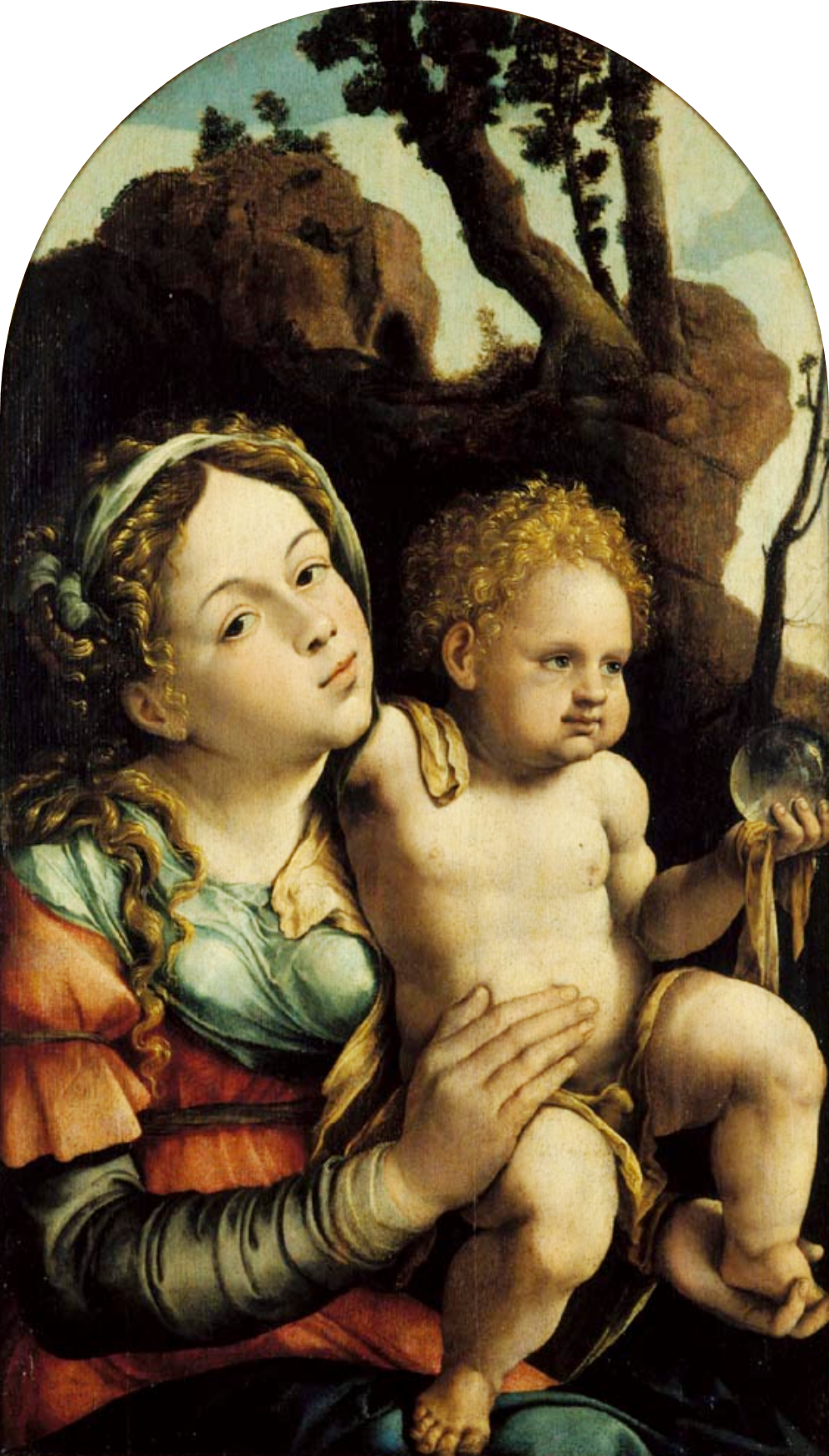
Jan van Scorel: Virgem com o Menino (1526) no Museu Nacional de Arte Antiga.

A música "Acordai, pastorinhas" fazia parte dos autos pastoris tradicionais que se representavam no distrito de Coimbra e por outros locais da Beira Litoral. Foi coligida pelo etnomusicólogo português Pedro Fernandes Tomás que a publicou nas suas Velhas Canções e Romances Populares Portugueses em 1913. Nesta publicação, o autor descreve o canto como um "coro evidentemente de proveniência erudita".
O compositor português Fernando Lopes-Graça harmonizou o tema que incluiu na sua Primeira Cantata do Natal, terminada em 1950.

## Letra
A letra é curta, consistindo de apenas duas quadras. Na primeira delas, o tema é a anunciação aos pastores, um evento narrado na bíblia, no qual um anjo dá a notícia do nascimento de Jesus a um grupo de pastores que dormiam junto aos seus rebanhos. A segunda trova é de louvor à Virgem Maria.

Acordai, pastorinhas,

Vinde a Belém;

Achareis o Menino

Nos braços da Mãe.

Maria, Maria,

Sois mar de grandeza;

Maria, Maria,

Sois mar de pureza!

## Discografia
- 1956 — Cantos Tradicionais Portugueses da Natividade. Coro de Câmara da Academia de Amadores de Música. Radertz. Faixa 9.
- 1978 — Primeira Cantata do Natal. Grupo de Música Vocal Contemporânea. A Voz do Dono / Valentim de Carvalho. Faixa 9.
- 1994 — Lopes Graça. Grupo de Música Vocal Contemporânea. EMI / Valentim de Carvalho. Faixa 9.
- 2000 — 1ª Cantata do Natal Sobre Cantos Tradicionais Portugueses de Natividade. Coral Públia Hortênsia. Edição de autor. Faixa 9.
- 2012 — Fernando Lopes-Graça  - Obra Coral a capella - Volume II. Lisboa Cantat. Numérica. Faixa 12.
- 2013 — Fernando Lopes-Graça  - Primeira Cantata de Natal. Coro da Academia de Música de Viana do Castelo. Numérica. Faixa 9.[2]
- 2017 — Primeira Cantata de Natal: Fernando Lopes-Graça. Coral de Letras da Universidade do Porto. Tradisom. Faixa 9.